# Miczus
Miczus herbu Łodzia (ur. w XIV w., zm. w XV w.) – bojar litewski, adoptowany podczas unii horodelskiej (1413).
Nosił nazwisko patronimiczne Wilczcowicz.

## Życiorys
W 1413 roku podczas unii horodelskiej doszło do przyjęcia przez polskie rodziny szlacheckie, bojarów litewskich wyznania katolickiego (tzw. adopcja herbowa). Jednym z ważniejszych dowodów tamtego wydarzenia jest istniejący do dziś dokument, do którego przyczepione są pieczęcie z wizerunkami herbów szlacheckich.

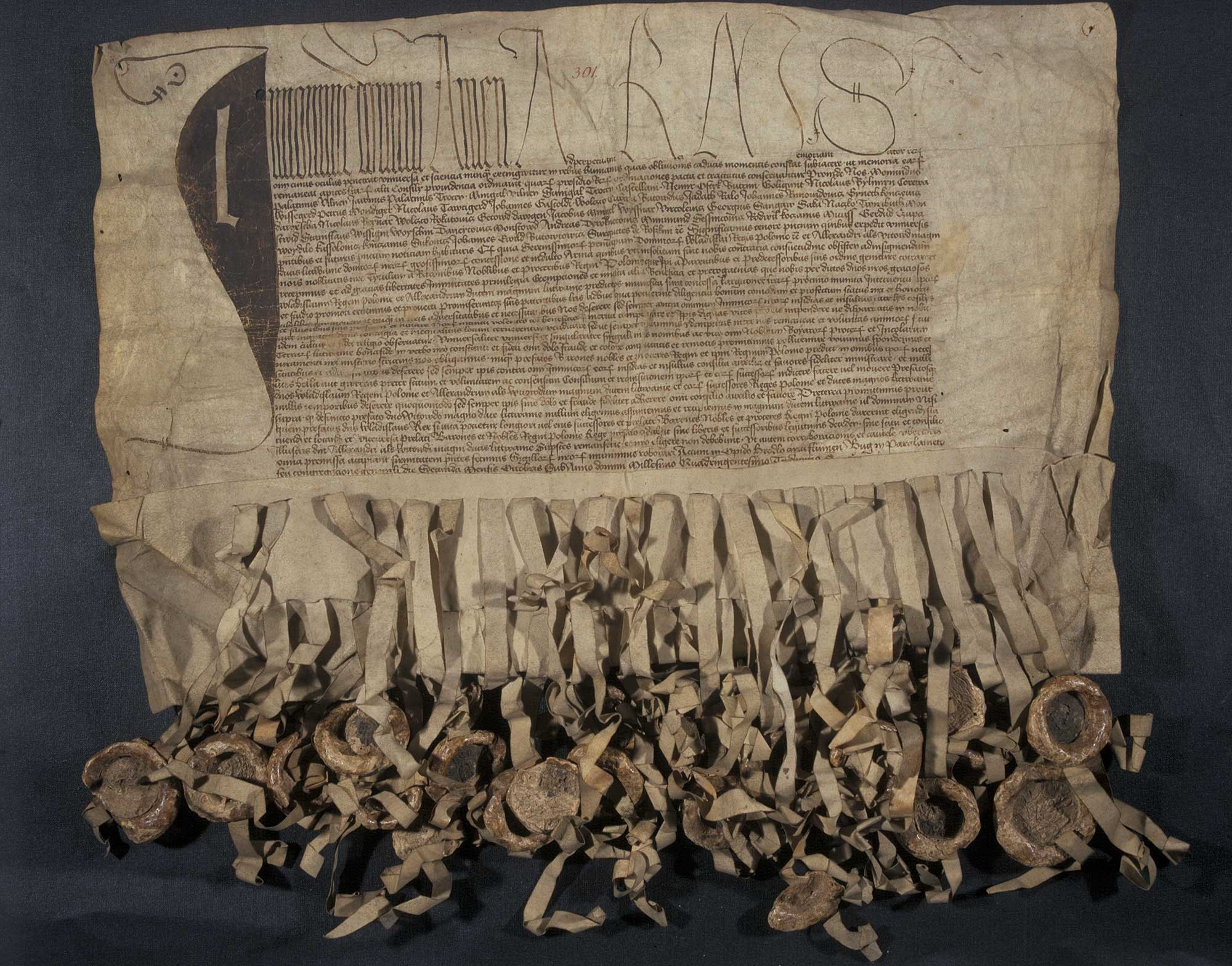
Dokument unii horodelskiej z 1413 roku z przyczepionymi pieczęciami

Z dokumentu dowiadujemy się o istnieniu Miczusa, który został adoptowany przez przedstawicieli Łodziów. Przywiesił on do aktu swoją pieczęć z następującym napisem w otoku:

† 𝔰 𝔪𝔶𝔠𝔲𝔣𝔷 𝔳𝔦𝔩𝔠𝔷𝔠𝔬𝔳𝔦𝔠𝔷

Co w przekładzie na pismo czytelniejsze daje:

† s mycufz vilczcovicz

Ze względu na powszechnie występujące ówcześnie w Wielkim Księstwie Litewskim nazwiska patronimiczne, wnioskować można, że ojcem Miczusa był niejaki Wilczek. Niestety pomimo licznych badań nie udało się ustalić nic na temat Miczusa oraz jego ojca.

## Genealogia
Genealogia rodzinna została utworzona na podstawie fragmentu Władsyława Semkowicza w Rocznikach Polskiego Towarzystwa Heraldycznego we Lwowie.
| Wilczek | Wilczek | Wilczek | Wilczek | Wilczek | Wilczek |  |  | Miczus | Miczus | Miczus | Miczus | Miczus | Miczus |  |  |
| Wilczek | Wilczek | Wilczek | Wilczek | Wilczek | Wilczek |  |  | Miczus | Miczus | Miczus | Miczus | Miczus | Miczus |  |  |